# A ritmo de fe
A Ritmo de Fe , La primera película de Baile Dominicano, se estrenó el 4 de abril de 2013.

## Argumento
Juan es un bailarín de música urbana y de clase humilde. Por su extraordinario talento, le permiten estudiar en la academia de danza más prestigiosa de la ciudad de Santo Domingo.
Son muchos los obstáculos que atraviesa para llegar a ser una estrella. Pero Juan atribuye sus logros, no solo a su talento, sino también a sus fuertes raíces en la fe.
Juan se ve rodeado de precariedades en el barrio donde vive junto a su abuela Lupe y enfrentándose también a Diana, el máximo poder en la academia de danza quién está fieramente en contra de Juan tronchando sus oportunidades y favoreciendo al arrogante Diego, su bailarín preferido. 
La gran oportunidad de Juan se presenta con la llegada de un famoso «Reality Show» de baile que llega a la televisión dominicana. Cientos de candidatos son eliminados seleccionando solamente aquellos que demuestren ser dignos de este prestigioso concurso.
La oportunidad de Juan ascender en su carrera y de ayudar económicamente a su abuela ha llegado. Pero con esto también se avecinan obstáculos donde solo su fe en Dios, su perseverancia y capacidad de levantarse lo harán llegar a la tan anhelada meta. 

## Reparto
- Hayrol Abreu como (Juan).
- Loraida Bobadilla como (Laura).
- Vladimir Acevedo como (Diego).
- Laura Isabel Fernández como (Sheila).
- Yamilé Schecker como (Diana).

- Datos: Q12154693